# Krypdunört
Krypdunört (Epilobium komarovianum) är en dunörtsväxtart som beskrevs av Leveille. Enligt Catalogue of Life ingår Krypdunört i släktet dunörter och familjen dunörtsväxter, men enligt Dyntaxa är tillhörigheten istället släktet dunörter och familjen dunörtsväxter. Arten är reproducerande i Sverige. Inga underarter finns listade i Catalogue of Life.